# Imidacloprid
Imidacloprid este un compus organic utilizat ca insecticid, acționând ca neurotoxină pentru insecte prin blocarea transmisiei nicotinergice. Blochează mai exact receptorii nicotinici și previne legarea acetilcolinei de receptori, ceea ce induce paralizie și moartea insectei. Deoarece legarea este mai puternică pentru receptorii din neuronii insectelor, toxicitatea este mult mai mare față de cea față de mamifere.